# قضيبيات حمض الأكساليك
قضيبيات حمض الأكساليك (الاسم العلمي: Oxalicibacterium) هي جنس من البكتيريا، سلبية الغرام، تتبع الجرثوميات حامضية.